# Spårhunden
Spårhunden är ett svenskt litteraturpris, instiftat 2002 av tidskriften Jury, som tilldelas årets bästa barn- eller ungdomsdeckare. Svenska Deckarakademin delar ut Spårhunden från och med 2009, då Jury lades ner. Priset består av en (gosedjurs-)spårhund och ett diplom.

## Pristagare
- 2002 – Laura Trenter för Julian och Jim
- 2003 – Magnus Nordin för Prinsessan och mördaren
- 2004 – Karin Holmlund för När ingen ser
- 2005 – Martin Widmark och Helena Willis för Tidningsmysteriet
- 2006 – Ritta Jacobsson för Afrodite och döden
- 2007 – Rose och Rebecka Lagercrantz för Mysterium för utomjordingar
- 2008 – Martin Widmark för Nåjdens sång
- 2009 – Inger Frimansson för De starkare
- 2010 – Magnus Ljunggren för VM-sommar
- 2011 – Åsa Anderberg Strollo för Hoppas
- 2012 – Mårten Sandén för Fantomerna (Petrinideckarna #14)
- 2013 – Ritta Jacobsson för Eviga glömskans allé
- 2014 – Mats Berggren för Onsdag kväll strax före sju
- 2015 – Jessica Schiefauer för När hundarna kommer[3]
- 2016 – Christoffer Carlsson för Oktober är den kallaste månaden
- 2017 – Elsie Petrén för Döden i Skuggmyra
- 2018 – Christina Wahldén för Falafelflickorna
- 2019 – Kjell Thorsson för Gastens öde
- 2020 – Kalle Holmqvist för Det går en mördare lös
- 2021 – Lisa Bjärbo, Johanna Lindbäck och Sara Ohlsson för Jobbiga tjejer
- 2022 – Eva Apelqvist för Mörker över skateparken
- 2023 – Daniel Sjölin och Klara Bartilsson för Morsan är haffad
- 2024 – Johan Anderblad och Henrik Jonsson för Den mystiske mannen

### Fotnoter
1. ↑  ”Spårhunden”. Svenska barnboksinstitutet. Arkiverad från originalet den 14 maj 2010. https://web.archive.org/web/20100514165705/http://www.sbi.kb.se/sv/Utgivning-och-formedling/Utgivning/Priser/Sparhunden/. Läst 9 juni 2012.
2. ↑  ”Vem får priset Spårhunden i år? | Svenska Deckarakademin”. 8 november 2023. https://www.deckarakademin.se/vem-far-priset-sparhunden-i-ar/. Läst 9 december 2024.
3. ↑  ”Jessica Schiefauer får Spårhunden”. SvD/TT. http://www.svd.se/jessica-schiefauer-far-sparhunden. Läst 28 september 2015.